# Marisa Coughlan
Marisa Christine Coughlan (ur. 17 marca 1974 r. w Minneapolis w stanie Minnesota, USA) – amerykańska aktorka. W roku 2001 zdobyła nagrodę Young Hollywood Award.
Jest absolwentką Breck School, niewielkiej prywatnej szkoły w Minneapolis. Gdy przeprowadziła się do Los Angeles, zapisała się do programu BFA na Uniwersytecie Południowej Kalifornii.
Wystąpiła między innymi jako Jo Lynn w filmie komediowym Jak wykończyć panią T.? Kevina Williamsona.